# Държавно устройство на Лесото
Лесото е парламентарна монархия.

## Изпълнителна власт

### Крал
Изпълнителната власт номинално принадлежи на краля. Фактически властта се упражнява от правителството.

## Законодателна власт
Законодателен орган на Лесото е двукамарен парламент. Горната камара (Сената) на парламента се състои от 33 места, като 11 от тях се назначават от краля и 22 – от главните племенни вождове. Долната камара (Народното събрание) на парламента се състои от 120 места, избирани за срок от 5 години.

## Съдебна власт
Конституцията предвижда независима съдебна система. Съдебната власт се състои от Върховния съд, на Апелативния съд, следовените съдилищата, както и традиционните съдилища, които съществуват предимно в селските райони. Конституцията защитава основни граждански свободи, включително свободата на словото, на сдружаване, и пресата, свободата на мирни събрания и свободата на религията.